# عرفات

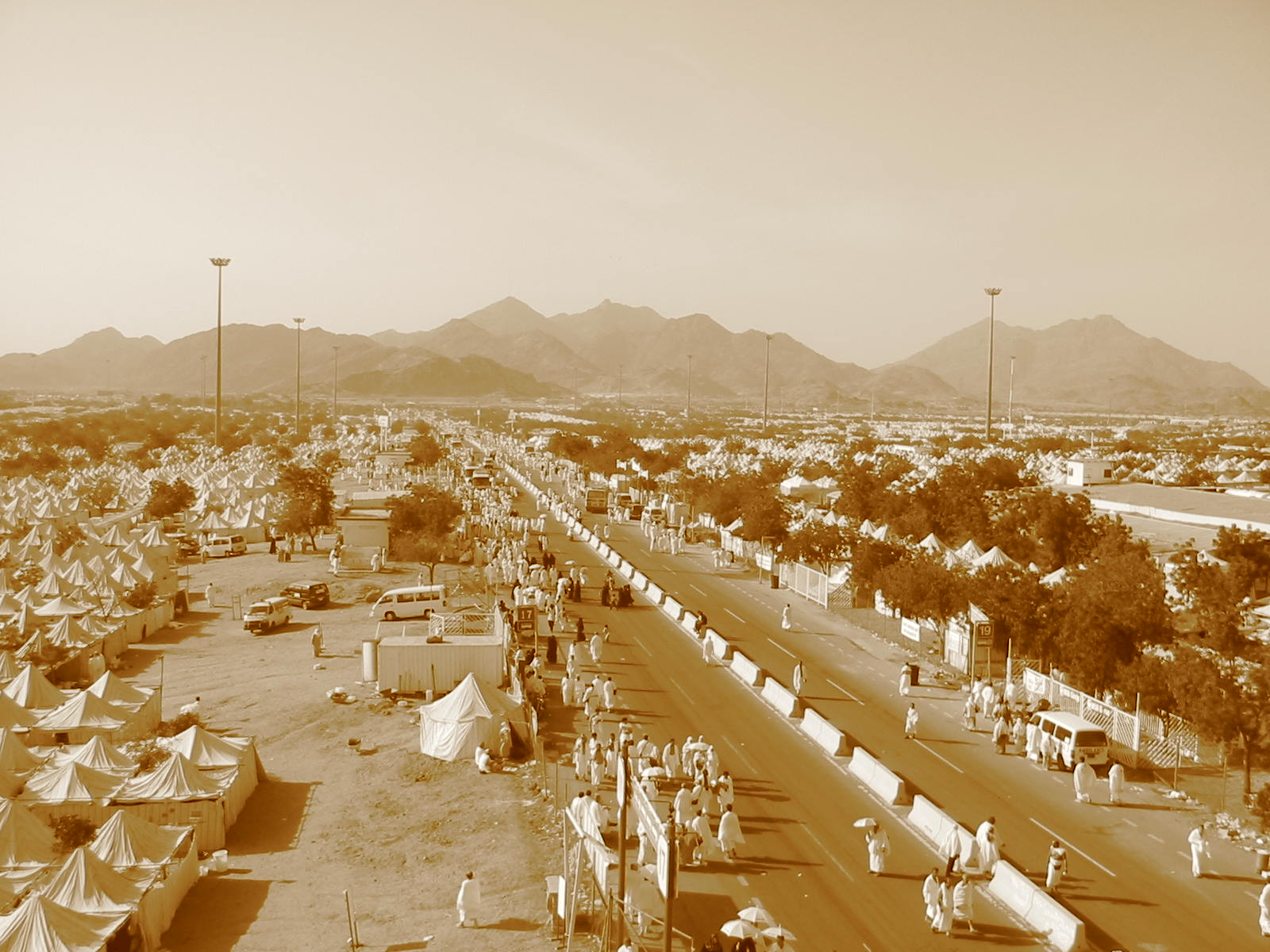
دشت عرفات به هنگام حج

عَرَفات دشتی در حدود ۲۰ کیلومتری جنوب شرقی مکه در عربستان سعودی است. این دشت در بیشتر سال، غیرمسکونی بوده و در روز حج، نهم ماه ذیحجه، معروف به روز عرفه، زائران، از منا به عرفات می‌روند تا مهم‌ترین بخش از آیین‌های حج را به جا آورند. خطبه حج، لبیک، دعا و نمازهای ظهر و عصر، در عرفات خوانده می‌شود. در شامگاه، حج‌گزاران، به مُزدَلِفه (گردآمدن‌گاه) بازمی‌گردند.

## جغرافیا
عرفات، صحرایی است با طول ۱۲ کیلومتر و عرض شش کیلومتر و نیم کیلومتر و مساحت هفتاد و هشت کیلومتر مربع. اگر منطقه عرفات را به صورت کمانی در نظر بگیریم، اطراف قوس این کمان را رشته کوه‌هایی فرا گرفته‌است که وتر آن وادی عُرَنَه است. عرفات از طرف شمال شرقی محدود است به کوه اسمر که آن را «جبل سَعْد» نیز می‌گویند، و از خاور به کوه أشهب که آن را «مِلْحه» نیز خوانند و ارتفاعش از قبلی کمتر است، و از جنوب به رشته‌کوهی که بلندترین آن را «ام‌الرضوم» نامند، از قسمت شمال غربی و مغرب نیز محدود است به وادی عرنه.
همه این مناطق از آن قریش بوده‌است. درون موقف نیز کوهی قرار دارد که حجاج از آن بالا رفته، دعا می‌خوانند، این کوه در کتاب‌های تاریخی به نام‌های «جبل الرحمه»، «قُرَین»، «الال» - به کسر و فتح الف - و «نابت» نامیده شده‌است و در میان مشاعر، تنها عرفات بیرون حرم واقع شده‌است.

## تاریخ
تا قبل از پیدایش زمزم، به دلیل وجود چاه‌های آب در اطراف عرفات برخی قبایل، چون جرهمیان، این منطقه را به عنوان محلّ سکونت خود برگزیده بودند. جرهمیان تا قبل از پیدایش زمزم در عرفات و ذی المجاز سکونت داشتند، پس از آن که، بواسطه پرواز مرغان، از وجود آب در مکه آگاه شدند، رفته رفته به مکه آمده، و کنار زمزم را برای سکونت خود برگزیدند. لیکن با پر شدن چاه زمزم به وسیله جرهمیان و کمبود آب در مکّه و وجود منابع آب در اطراف عرفات، و هموار بودن زمین در این منطقه، بار دیگر گروهی از مردم، به این سرزمین آمده، به ایجاد نخلستان و کشت و زرع پرداختند. برخی در آنجا ساکن شده، و برخی دیگر نیز به صورت فصلی و مقطعی به این مکان می‌آمدند. مدّتی بعد، آب چاه‌های موجود در عرفات را به مکّه منتقل و مردم از آن بهره می‌گرفتند.
ازرقی به نقل از ابن‌عباس می‌نویسد: چون قریش در سرزمین مکه ساکن شدند و جمعیت آنان زیاد شد، کمیِ آب برای آنان مشکل ایجاد کرد، در نتیجه، در مکه چاه‌هایی حفر شد، مُرَّة بن کعب بن لؤی، چاهی به نام رُمْ حفر کرد که محل آن در وادی عُرَنه و نزدیک عرفات قرار داشت. همچنین چاه «روا» در بیرون مکه و در صحراهای کنار عرفات قرار داشته‌است، اعراب هم در آن روزگار اطراف مکه ساکن بوده‌اند. بشاری در گزارش خود از عرفات می‌نویسد: «عرفات روستایی است که در آن کشتزارها و سبزه زارها و مزارع خربزه وجود دارد و مردم مکه در آنجا خانه‌های زیبایی دارند که روز عرفه در آن فرود می‌آیند.»
البته یاقوت حموی مکان این روستا را در فاصله دو مایلی، از موقف کنونی، می‌داند. آنچه مسلم است این است که در این منطقه اشخاصی سکونت داشته و بدین جهت آنان را عَرَفی می‌نامیده‌اند. زَنفَل بن شداد عَرَفی از جمله این کسان است.
دولت عربستان، درختان زیادی در عرفات کاشته، که با رشد آنها، همه ساله بر زیبایی این سرزمین افزوده می‌شود، در طول سال نیز اهالی مکه به عنوان تفریح به آنجا آمده، از سایه درختان و منظره زیبای آن بهره می‌گیرند.

## راز نامگذاری این سرزمین به عرفات
1. آدم و حوا بعد از هبوط یکدیگر را در آن سرزمین شناختند؛ و بدین‌جهت بر آن سرزمین نام عرفات نهادند.[۴]
2. آن دو در این سرزمین به گناهان خود اعتراف کردند و نیز جبرئیل هنگام تعلیم مناسک حج به ابراهیم نبی به او گفت در این سرزمین در پیشگاه خداوند به گناهانت اعتراف کن.
3. آنگاه که ابراهیم پیامبر از خدا خواست تا مناسک حج را به وی ارائه کرده و بیاموزد ک «ربنا ... وارنا مناسکنا و تب علینا»[۵] جبرئیل که مامور تعلیم مناسک به ابراهیم بود، به هنگام حضور در سرزمین عرفات، به وی گفت: هذه عرفات فاعرف بها مناسکک و اعترف بذنبک»
4. ابراهیم قبل از روز نهم ذیحجه خواب دید که فرزندش را ذبح می‌کند. وقتی از خواب بیدار شد به حالت تروی و فکر فرو رفت که آیا این رویا الهی و به منزله دستور آسمانی است یا نه. از این رو روز هشتم را یوم الترویه می نامند .[۶]